# Municipio de Gibbs
El municipio de Gibbs (en inglés: Gibbs Township) es un municipio ubicado en el condado de Burleigh en el estado estadounidense de Dakota del Norte. En el año 2010 tenía una población de 1858 habitantes y una densidad poblacional de 20,49 personas por km².

## Geografía
El municipio de Gibbs se encuentra ubicado en las coordenadas 46°51′29″N 100°38′13″O / 46.85806, -100.63694. Según la Oficina del Censo de los Estados Unidos, el municipio tiene una superficie total de 90.67 km², de la cual 90.63 km² corresponden a tierra firme y (0.04%) 0.04 km² es agua.

## Demografía
Según el censo de 2010, había 1858 personas residiendo en el municipio de Gibbs. La densidad de población era de 20,49 hab./km². De los 1858 habitantes, el municipio de Gibbs estaba compuesto por el 98.17% blancos, el 0.05% eran afroamericanos, el 0.16% eran amerindios, el 0.38% eran asiáticos, el 0.11% eran isleños del Pacífico, el 0.32% eran de otras razas y el 0.81% pertenecían a dos o más razas. Del total de la población el 1.02% eran hispanos o latinos de cualquier raza.